# Fenáreta
Fenáreta (Φαιναρέτη, Phainarétē) fue la madre del filósofo griego Sócrates. Ejerció la partería como oficio. Estuvo casada con el cantero Sofronisco.

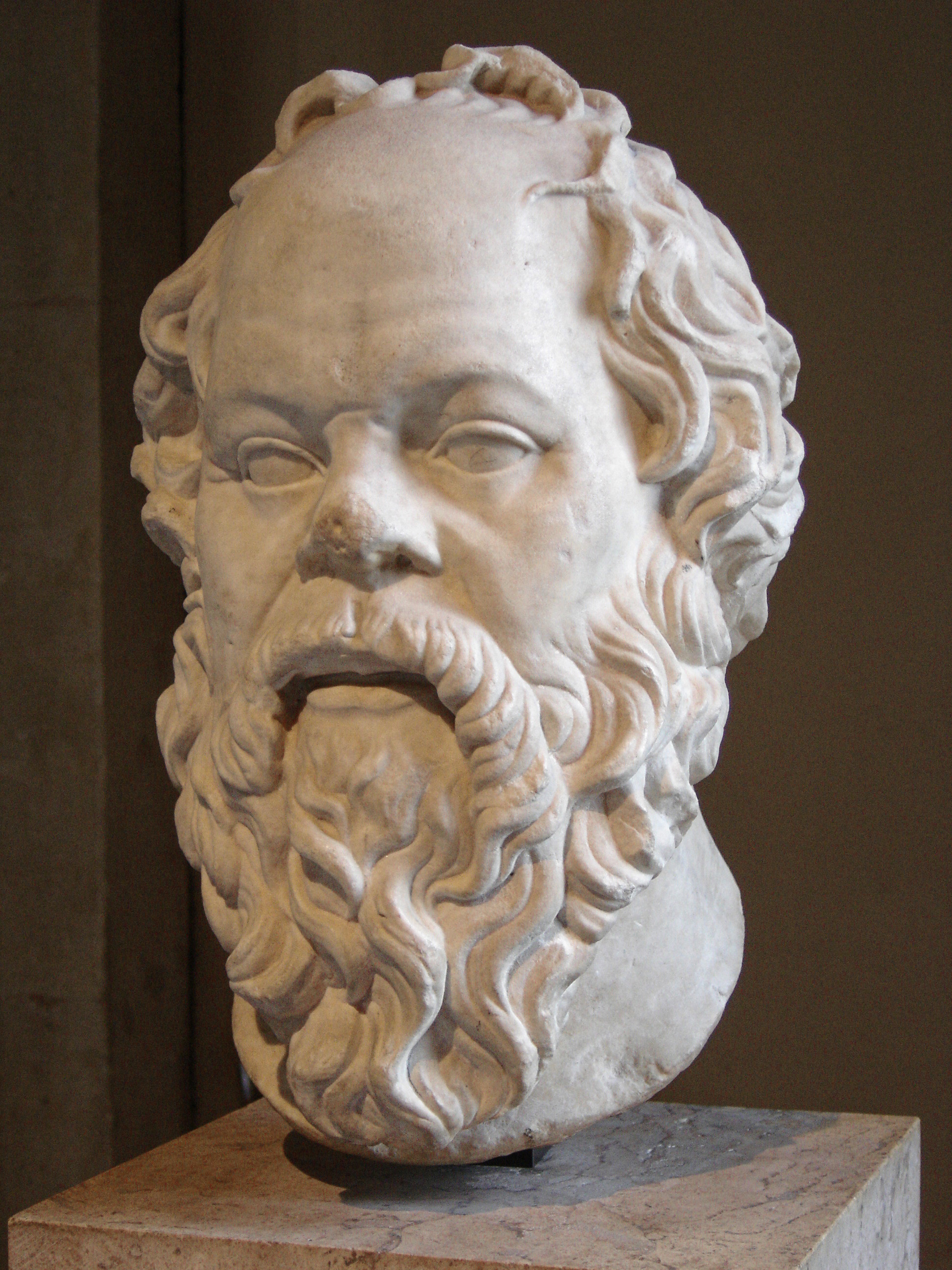
Estatua de Sócrates en el Louvre.

## Importancia
Su importancia radica en ser la figura inspiradora del llamado «método socrático» (mayéutico), ya que Sócrates dice ejercer el mismo oficio que su madre (Véase Teeteto, 149a-151d), solo que, en vez de ayudar en el alumbramiento a las mujeres, este ejercita su oficio en el alma de los hombres (de los «especialistas», para ser precisos: erísticos, geómetras, retóricos, estadistas, pintores y hasta cortesanas), ayudándolos a dar a luz a las nociones que ellos ya saben de antemano, pero que precisan de una labor y una crítica «tocológicas» (filosóficas).